# هيركوليس (كاليفورنيا)
هيركوليس (بالإنجليزية: Hercules)‏ هي إحدى مدن مقاطعة كونترا كوستا، كاليفورنيا. تم إعطاءها لقب مدينة في 15 ديسمبر، 1900.

## التركيبة السكانية
حدّد مكتب تعداد الولايات المتحدة بيانات التركيبة السكانية لهيركوليس في تعداد الولايات المتحدة. في ما يلي، التركيبة السكانية حسب تعدادي 2000 و2010.

### تعداد عام 2000
بلغ عدد سكان هيركوليس 19,488 نسمة بحسب تعداد عام 2000، وبلغ عدد الأسر 6,423 أسرة وعدد العائلات 5,000 عائلة مقيمة في المدينة. في حين سجلت الكثافة السكانية 376.4 نسمة لكل كيلومتر مربع (974.9/ميل2). وبلغ عدد الوحدات السكنية 6,546 وحدة بمتوسط كثافة قدره 126.4 لكل كيلومتر مربع (327.4/ميل2).
وتوزع التركيب العرقي للمدينة بنسبة 27.98% من البيض و18.78% من الأمريكيين الأفارقة و0.25% من الأمريكيين الأصليين و42.73% من الأمريكيين ذوي الأصول الآسيوية و0.46% من سكان جزر المحيط الهادئ و4.47% من الأعراق الأخرى و5.33% من عرقين مختلطين أو أكثر و10.81% من الهسبانيون أو اللاتينيون من أي عرق.
بلغ عدد الأسر 6,423 أسرة كانت نسبة 46.3% منها لديها أطفال تحت سن الثامنة عشر تعيش معهم، وبلغت نسبة الأزواج القاطنين مع بعضهم البعض 60.8% من أصل المجموع الكلي للأسر، ونسبة 13.2% من الأسر كان لديها معيلات من الإناث دون وجود شريك،  بينما كانت نسبة 3.8% من الأسر لديها معيلون من الذكور دون وجود شريكة وكانت نسبة 22.2% من غير العائلات. تألفت نسبة 17.8% من أصل جميع الأسر من عدة أفراد يعيشون في نفس المنزل ونسبة 3.7% كانت تتألف من شخص يعيش بمفرده يبلغ من العمر 65 عاماً أو أكثر. وبلغ متوسط حجم الأسرة المعيشية 3.03، أما متوسط حجم العائلات فبلغ 3.46.
بلغ العمر الوسطي للسكان 36.7 عاماً. وكانت نسبة 26.6% من القاطنين تحت سن الثامنة عشر، وكانت نسبة 8.5% بين الثامنة عشر والرابعة والعشرين عاماً، ونسبة 30.2% كانت واقعةً في الفئة العمرية ما بين الخامسة والعشرين والرابعة والأربعين عاماً، ونسبة 27.3% كانت ما بين الخامسة والأربعين والرابعة والستين، ونسبة 7.2% كانت ضمن فئة الخامسة والستين عاماً فما فوق. يوجد لكل 100 أنثى 90.5 ذكر، ويوجد لكل 100 أنثى في الثامنة عشر من عمرها فما فوق 86.4 ذكر.
بلغ متوسط دخل الأسرة في المدينة 75,196 دولارًا، أما متوسط دخل العائلة فبلغ 82,214 دولارًا. وكان متوسط دخل الذكور 50,672 دولارًا مقابل 40,433 دولارًا للإناث. وسجل دخل الفرد الخاص بالمدينة 27,699 دولارًا. وكانت نسبة 1.9% من العائلات ونسبة 3.2% من السكان تحت خط الفقر، وكان من هؤلاء نسبة 3.9% تحت سن الثامنة عشر ونسبة 5.4% في الخامسة والستين من العمر وما فوق.

### تعداد عام 2010
بلغ عدد سكان هيركوليس 24,060 نسمة بحسب تعداد عام 2010، وبلغ عدد الأسر 8,115 أسرة وعدد العائلات 6,296 عائلة مقيمة في المدينة. في حين سجلت الكثافة السكانية 464.7 نسمة لكل كيلومتر مربع (1,203.6/ميل2). وبلغ عدد الوحدات السكنية 8,553 وحدة بمتوسط كثافة قدره 165.2 لكل كيلومتر مربع (427.9/ميل2).
وتوزع التركيب العرقي للمدينة بنسبة 22.04% من البيض و18.90% من الأمريكيين الأفارقة و0.42% من الأمريكيين الأصليين و45.54% من الأمريكيين ذوي الأصول الآسيوية و0.42% من سكان جزر المحيط الهادئ و6.50% من الأعراق الأخرى و6.18% من عرقين مختلطين أو أكثر و14.58% من الهسبانيون أو اللاتينيون من أي عرق.
بلغ عدد الأسر 8,115 أسرة كانت نسبة 39.1% منها لديها أطفال تحت سن الثامنة عشر تعيش معهم، وبلغت نسبة الأزواج القاطنين مع بعضهم البعض 57.6% من أصل المجموع الكلي للأسر، ونسبة 15.4% من الأسر كان لديها معيلات من الإناث دون وجود شريك،  بينما كانت نسبة 4.6% من الأسر لديها معيلون من الذكور دون وجود شريكة وكانت نسبة 22.4% من غير العائلات. تألفت نسبة 18.3% من أصل جميع الأسر من عدة أفراد يعيشون في نفس المنزل ونسبة 5.5% كانت تتألف من شخص يعيش بمفرده يبلغ من العمر 65 عاماً أو أكثر. وبلغ متوسط حجم الأسرة المعيشية 2.96، أما متوسط حجم العائلات فبلغ 3.38.
بلغ العمر الوسطي للسكان 39.0 عاماً. وكانت نسبة 22.8% من القاطنين تحت سن الثامنة عشر، وكانت نسبة 8.6% بين الثامنة عشر والرابعة والعشرين عاماً، ونسبة 27.1% كانت واقعةً في الفئة العمرية ما بين الخامسة والعشرين والرابعة والأربعين عاماً، ونسبة 31.1% كانت ما بين الخامسة والأربعين والرابعة والستين، ونسبة 10.5% كانت ضمن فئة الخامسة والستين عاماً فما فوق. وتوزع التركيب الجنسي للسكان بنسبة 47.4% ذكور و52.6% إناث.

## المناخ
يظهر الجدول التالي التغييرات المناخية على مدار السنة لهيركوليس:
| البيانات المناخية لـهيركوليس      | البيانات المناخية لـهيركوليس | البيانات المناخية لـهيركوليس | البيانات المناخية لـهيركوليس | البيانات المناخية لـهيركوليس | البيانات المناخية لـهيركوليس | البيانات المناخية لـهيركوليس | البيانات المناخية لـهيركوليس | البيانات المناخية لـهيركوليس | البيانات المناخية لـهيركوليس | البيانات المناخية لـهيركوليس | البيانات المناخية لـهيركوليس | البيانات المناخية لـهيركوليس | البيانات المناخية لـهيركوليس |
| الشهر                             | يناير                        | فبراير                       | مارس                         | أبريل                        | مايو                         | يونيو                        | يوليو                        | أغسطس                        | سبتمبر                       | أكتوبر                       | نوفمبر                       | ديسمبر                       | المعدل السنوي                |
| --------------------------------- | ---------------------------- | ---------------------------- | ---------------------------- | ---------------------------- | ---------------------------- | ---------------------------- | ---------------------------- | ---------------------------- | ---------------------------- | ---------------------------- | ---------------------------- | ---------------------------- | ---------------------------- |
| الدرجة القصوى °ف (°م)             | 76 (24)                      | 88 (31)                      | 85 (29)                      | 94 (34)                      | 100 (38)                     | 106 (41)                     | 98 (37)                      | 98 (37)                      | 107 (42)                     | 100 (38)                     | 86 (30)                      | 83 (28)                      | 106 (41)                     |
| متوسط درجة الحرارة الكبرى °ف (°م) | 57 (14)                      | 61 (16)                      | 63 (17)                      | 66 (19)                      | 68 (20)                      | 71 (22)                      | 70 (21)                      | 71 (22)                      | 73 (23)                      | 72 (22)                      | 64 (18)                      | 57 (14)                      | 66 (19)                      |
| متوسط درجة الحرارة الصغرى °ف (°م) | 43 (6)                       | 45 (7)                       | 47 (8)                       | 48 (9)                       | 51 (11)                      | 54 (12)                      | 55 (13)                      | 56 (13)                      | 56 (13)                      | 53 (12)                      | 48 (9)                       | 43 (6)                       | 50 (10)                      |
| أدنى درجة حرارة °ف (°م)           | 27 (−3)                      | 28 (−2)                      | 33 (1)                       | 31 (−1)                      | 38 (3)                       | 43 (6)                       | 44 (7)                       | 44 (7)                       | 46 (8)                       | 41 (5)                       | 34 (1)                       | 24 (−4)                      | 24 (−4)                      |
| معدل هطول الأمطار إنش (مم)        | 4.91 (125)                   | 4.41 (112)                   | 3.52 (89)                    | 1.35 (34)                    | 0.54 (14)                    | 0.17 (4.3)                   | 0.07 (1.8)                   | 0.09 (2.3)                   | 0.27 (6.9)                   | 1.25 (32)                    | 3.47 (88)                    | 3.30 (84)                    | 23.35 (593.3)                |
| المصدر:                           |                              |                              |                              |                              |                              |                              |                              |                              |                              |                              |                              |                              |                              |

## توأمة
لهيركوليس (كاليفورنيا) اتفاقيات توأمة مع:
- تسوشيما (5 نوفمبر 1981 - )